# Перуанский скат
Перуанский скат (лат. Bathyraja peruana) — вид хрящевых рыб рода глубоководных скатов семейства Arhynchobatidae. Обитают в юго-восточной части Тихого океана между 6° ю. ш. и 7° ю. ш. Встречаются на глубине до 1060 м. Их крупные, уплощённые грудные плавники образуют округлый диск со треугольным рылом. Откладывают яйца. Максимальная длина диска 110 см. Не являются объектом целевого промысла. 

## Таксономия
Впервые вид был научно описан в 1984 году. Видовой эпитет происходит от географического места обитания. Голотип представляет собой неполовозрелого самца длиной 28,3 см, пойманного у берегов Перу (5°47′ ю. ш. 81°24′ з. д.) на глубине 980 м. Паратипы: неполовозрелый самец длиной 17,3 см, пойманный на глубине 605—735 м; взрослые самки длиной 97—105,3 см, пойманные на глубине 1010—1060 м и неполовозрелые самцы и самки длиной 20,3—61 см, пойманные на глубине 945—960 м.

## Ареал
Эти скаты обитают в юго-восточной части Тихого океана в водах Перу, Эквадора и Чили.  Встречаются на глубине 600—1060 м.     

## Описание
Широкие и плоские грудные плавники перуанских скатов образуют ромбический диск с широким треугольным рылом и закруглёнными краями. Позади глаз имеются брызгальца. На вентральной стороне диска расположены 5 жаберных щелей, ноздри и рот. Хвост длиннее диска. На хвосте имеются латеральные складки, расположенные на задней половине. У этих скатов 2 спинных плавника и редуцированный хвостовой плавник. Передние края диска практически прямые от кончика рыла до кончиков «крыльев», с небольшим изгибом от уровня ноздрей до уровня жаберной области. Прямой край диска является характерной чертой, отличающей перуанских скатов от Bathyraja aguja, у которых края диска волнообразные. Окраска дорсальной поверхности диска зеленовато-коричневого цвета. Области вокруг ноздрей, рта, края грудных плавников и основание хвоста иногда имеют желтоватый оттенок. Срединный хвостовой ряд сформирован 25 колючками с овальными основаниями. Максимальная зарегистрированная длина 110 см.

## Биология
Эмбрионы питаются исключительно желтком. Эти скаты откладывают яйца, заключённые в роговую капсулу с твёрдыми «рожками», оканчивающимися волокнистым концом

## Взаимодействие с человеком
Эти скаты не являются объектом целевого лова. Могут попадаться в качестве прилова. Увеличение интенсивности лова может оказать негативное влияние на численность популяции. Данных для оценки Международным союзом охраны природы охранного статуса недостаточно.